# 마니푸르덤불쥐
마니푸르덤불쥐 또는 흄쥐(Hadromys humei)는 설치류의 일종이다. 인도 북동부에서 발견되며, "멸종위기종"으로 등록된 종이다. 머리부터 몸까지 길이가 118~125mm이고, 꼬리 길이가 106mm인 작은 설치류이다. 발 길이는 25~26.5mm, 귀 길이는 12mm이다.